# Prunelli
Der Prunelli ist ein Fluss auf der Insel Korsika (Frankreich), der im Département Corse-du-Sud verläuft.

## Verlauf
Der Prunelli entspringt im Regionalen Naturpark Korsika, an der Nord-Flanke der Punta Capannella (2250 m), im Gemeindegebiet von Bastelica. Sein Quellsee ist der  Lac de Bracca auf 2.085 m Höhe. Er durchfließt den Lac de Vitalacca auf 1.750 Metern Höhe, den Bergwald oberhalb von Bastelica und den Ortskern dieses Dorfes. Unterhalb von Bastelica durchfließt er die urtümliche Schluchtenlandschaft der Gorges du Prunelli. Bei Tolla ist er zum Lac de Tolla aufgestaut. Dieser dient der Wasserversorgung der Stadt Ajaccio. Der Prunelli entwässert generell in südwestlicher Richtung und mündet nach rund 44 Kilometern an der Gemeindegrenze von Grosseto-Prugna und Ajaccio in der gleichnamigen Bucht von Ajaccio in das Mittelmeer.

## Orte am Fluss
Der Fluss durchquert oder berührt die Gebiete folgender Gemeinden:
- Bastelica
- Tolla
- Ocana
- Eccica-Suarella
- Capitoro, Gemeinde Cauro
- Forcala, Gemeinde Bastelicaccia
- Ajaccio
- Grosseto-Prugna (Mündung)

## Sehenswürdigkeiten und Tourismus
- Wasserfall Cascade d’Aziana unterhalb von Bastelica
- Schluchten Gorges du Prunelli oberhalb des Stausees Lac de Tolla
- Tour de Capitello, Turm genuesischen Ursprungs an der Flussmündung aus dem 16. Jahrhundert – Monument historique[4]
- Der Prunelli wird mit Kajaks viel befahren und zählt zu den schönsten Wildwasserflüssen Korsikas.

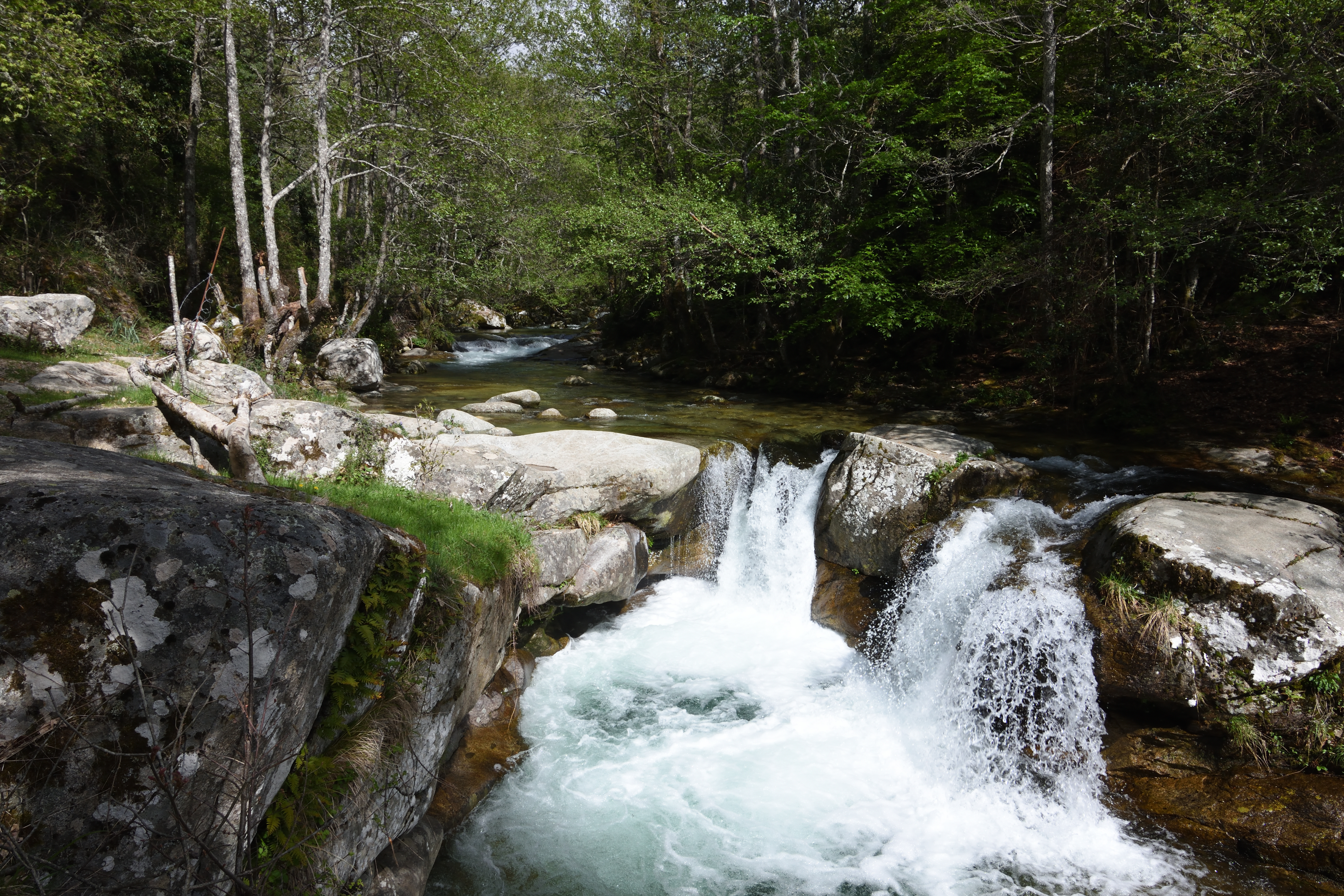
Im Bergwald oberhalb von Bastelica
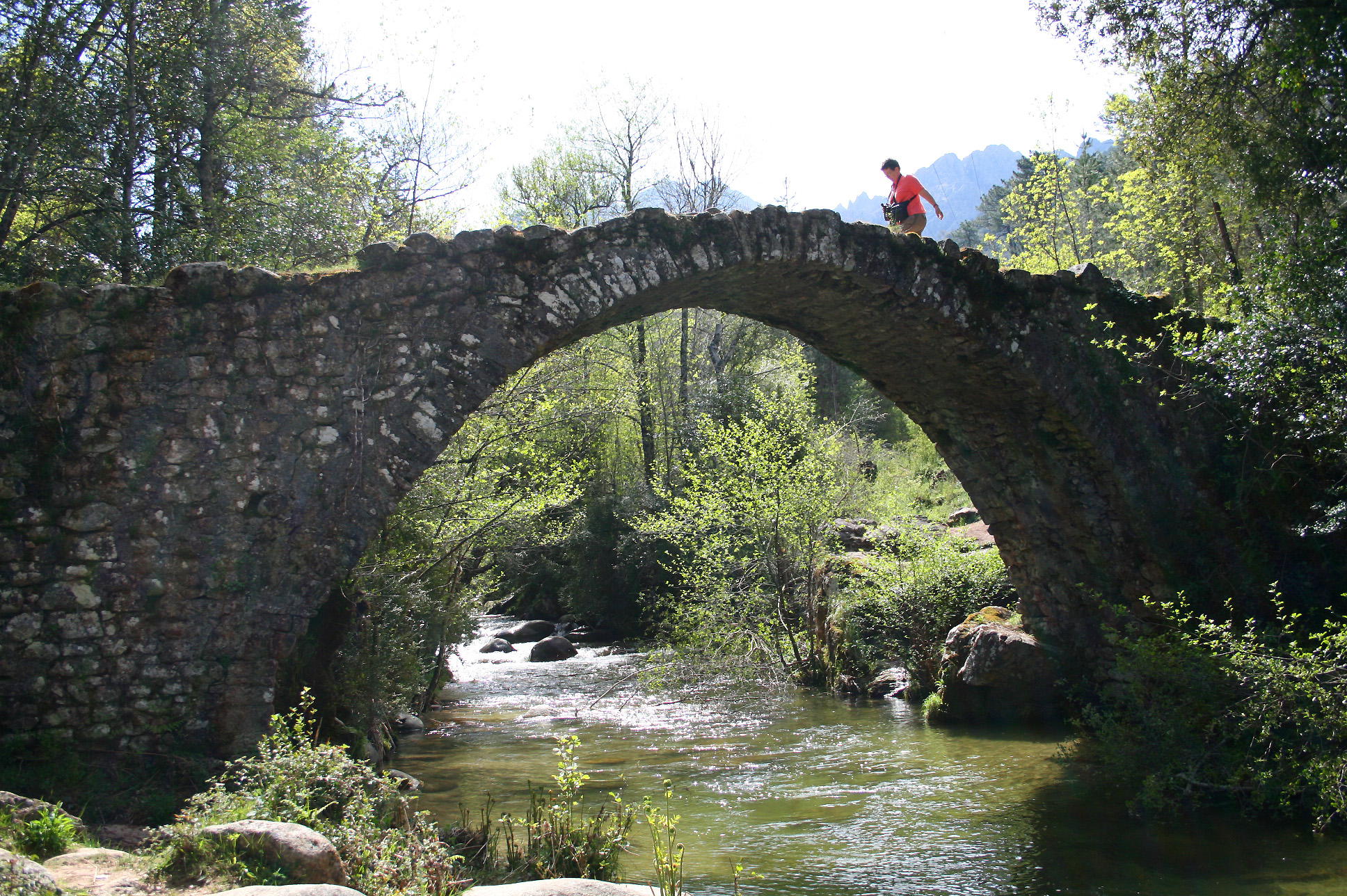
Pont Zipotoli bei Bastelica
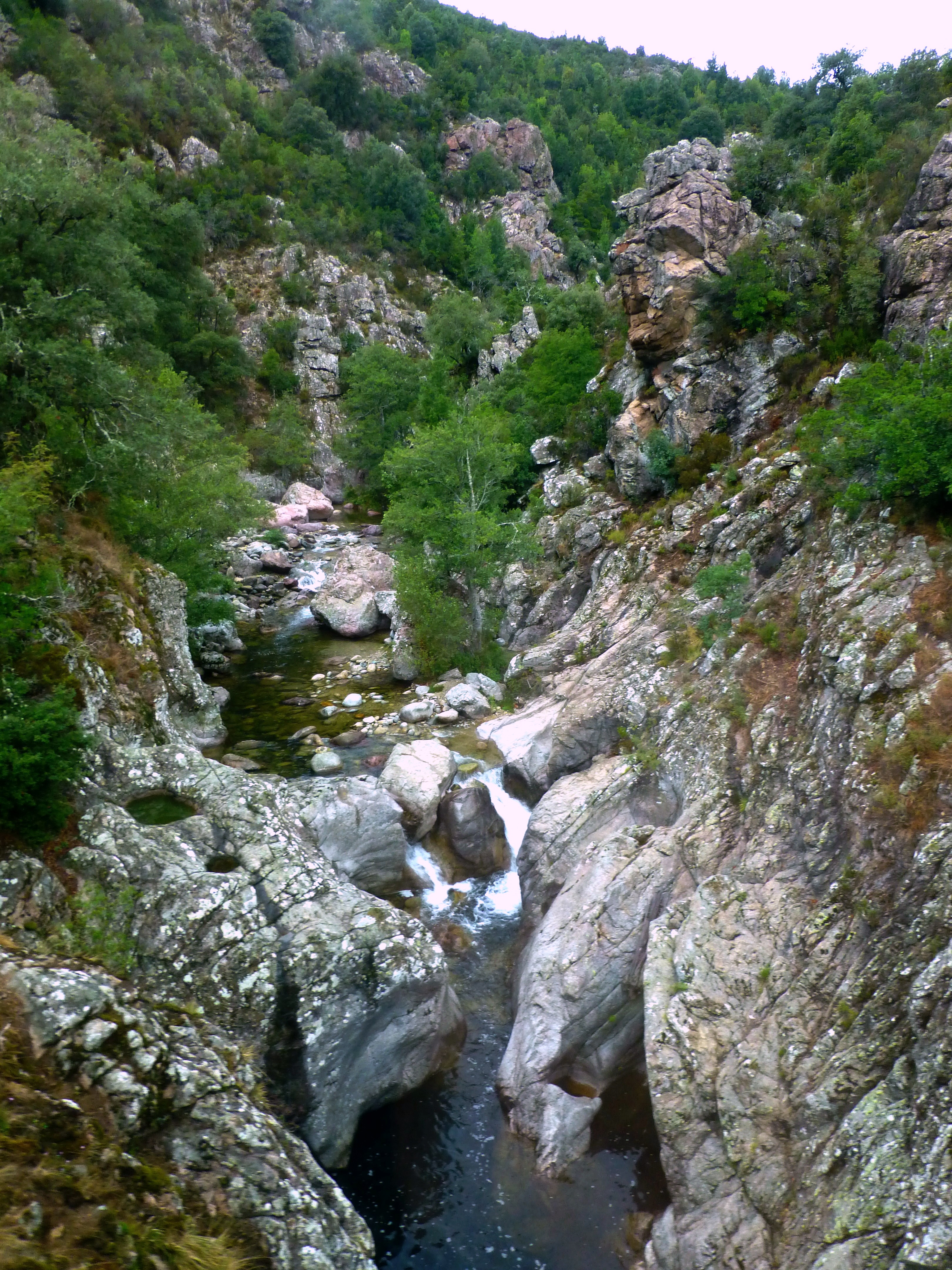
In den Gorges du Prunelli unterhalb von Bastelica
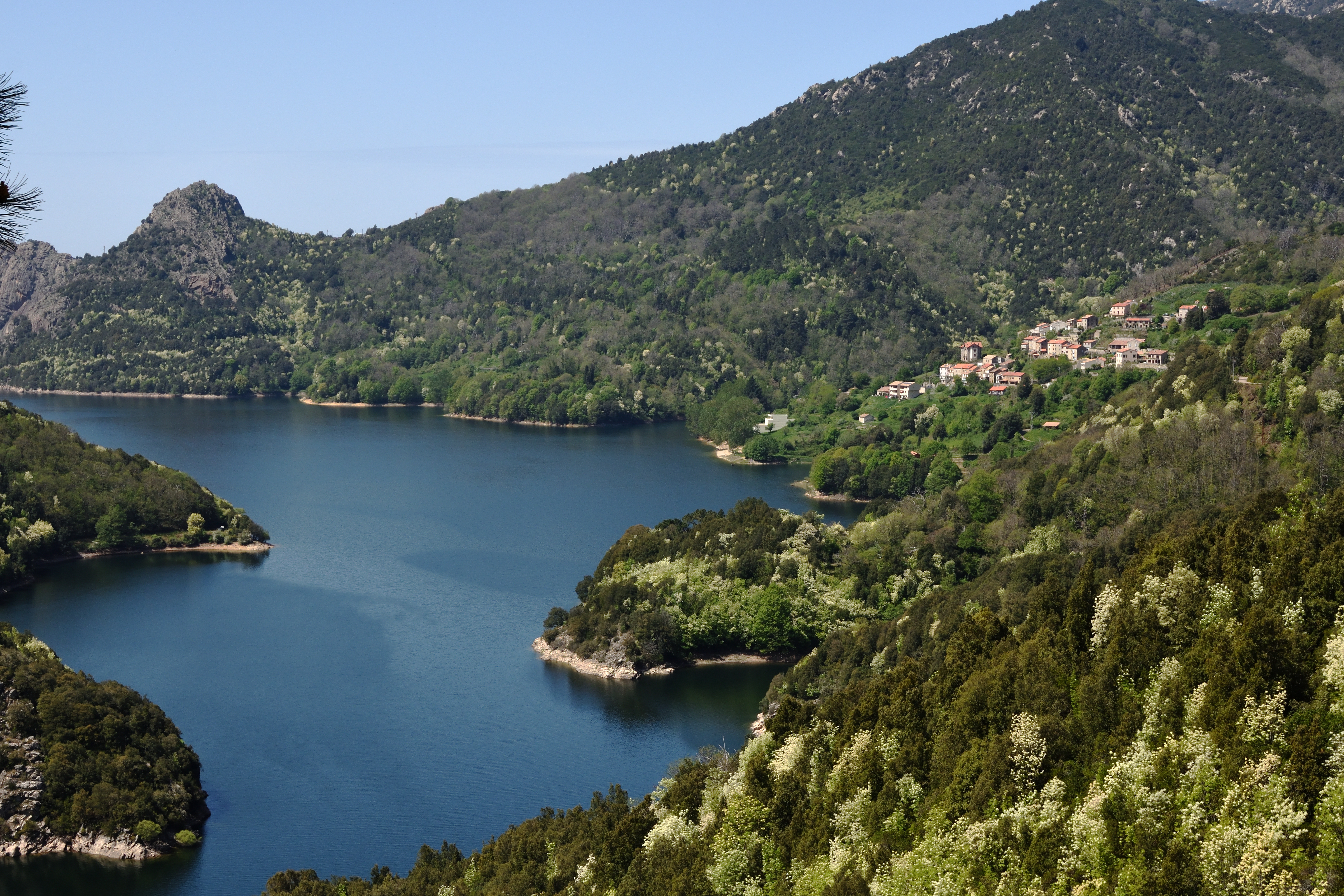
Tolla am Ufer des Lac de Tolla
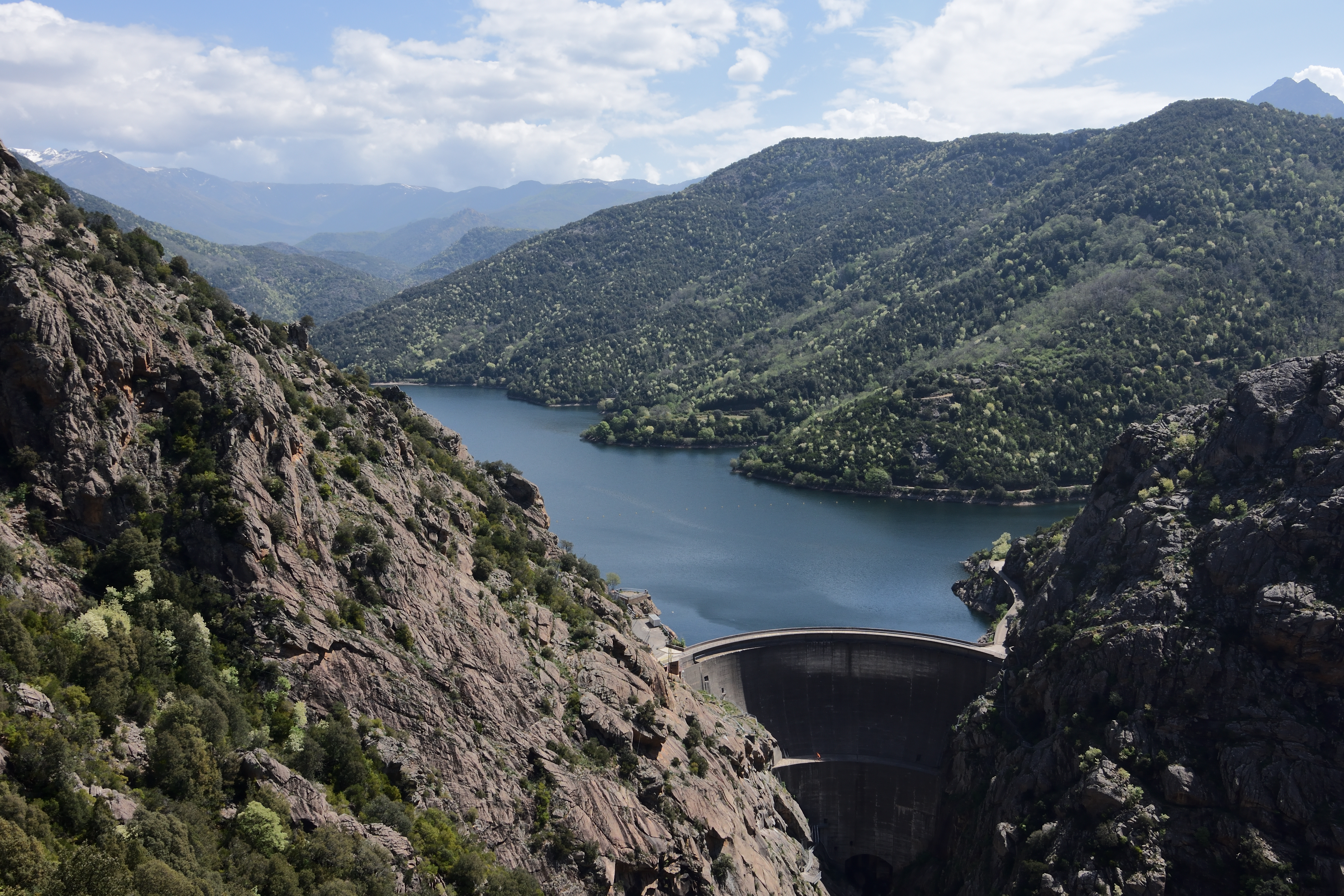
Staumauer des Lac de Tolla
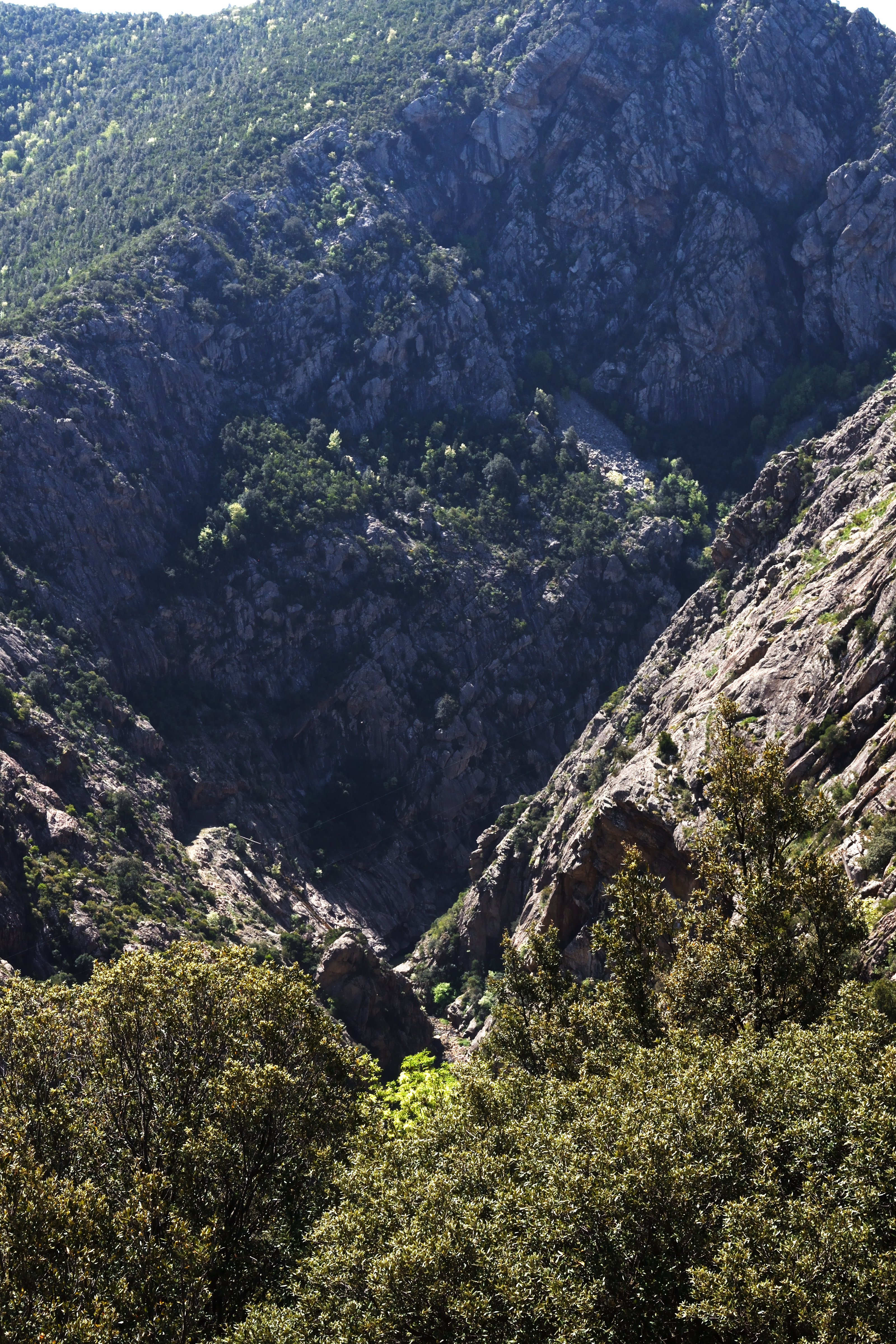
Abgrund unterhalb der Staumauer